# لیگ دسته سوم فوتبال ایران ۹۰-۱۳۸۹
لیگ دسته سوم فوتبال ایران ۹۰–۱۳۸۹، چهارمین سطح لیگ‌های فوتبال در ایران در فصل ۹۰–۱۳۸۹ پس از لیگ برتر، لیگ آزادگان و لیگ ۲ بود. این لیگ از مهر ۱۳۸۹ آغاز شد.
در مجموع ۷۰ تیم در رقابت‌های این فصل به رقابت پرداختند.